# Buttle Lake
Der Buttle Lake ist ein 28 km² großer See auf Vancouver Island in der Provinz British Columbia in Kanada.

## Lage
Der Buttle Lake liegt im Strathcona Provincial Park auf 221 m über Meereshöhe und hier hat der Campbell River seinen Ursprung. Am nördlichen Abfluss, am Übergang zum Upper Campbell Lake, wird der See vom Highway 28, zwischen den Orten Campbell River und Gold River, gestreift. Der bis zu 120 m tiefe See wurde zu Ehren von Kommandant John Buttle benannt, der die Umgebung im Jahr 1860 erforscht hatte.
Innerhalb des Strathcona Provincial Parks befinden sich zwei Campingplätze genau am See. Am nördlichen Ende des Sees liegt der Campingplatz Buttle Lake. Zu diesem Campingplatz gehört auch eine kleine Insel mit mehreren Zeltplätzen. Am südlichen Ende des Sees befindet sich der Platz Ralph River. Der See wird auf der östlichen und südlichen Seite von einer Straße umrundet, welche ursprünglich zur Versorgung einer nahegelegenen Mine diente.
Weiterhin befindet sich am südlichen Ende des Sees der Myra Falls. Dieser Wasserfall stürzt in mehreren Kaskaden insgesamt über 61 Meter. Der letzte Teil, der Lower Myra Falls, stürzt dabei direkt in den See.